# Гравилат городской
Гравила́т городско́й, или гвоздичный корень (лат. Géum urbánum) — вид многолетних растений рода Гравилат (Geum) семейства Розовые (Rosaceae), встречается в Европе, на Кавказе, в Средней Азии.
В просторечии растение также известно под многими местными названиями: подлесник в России, вывишник на Украине и т. д..

## Ботаническое описание

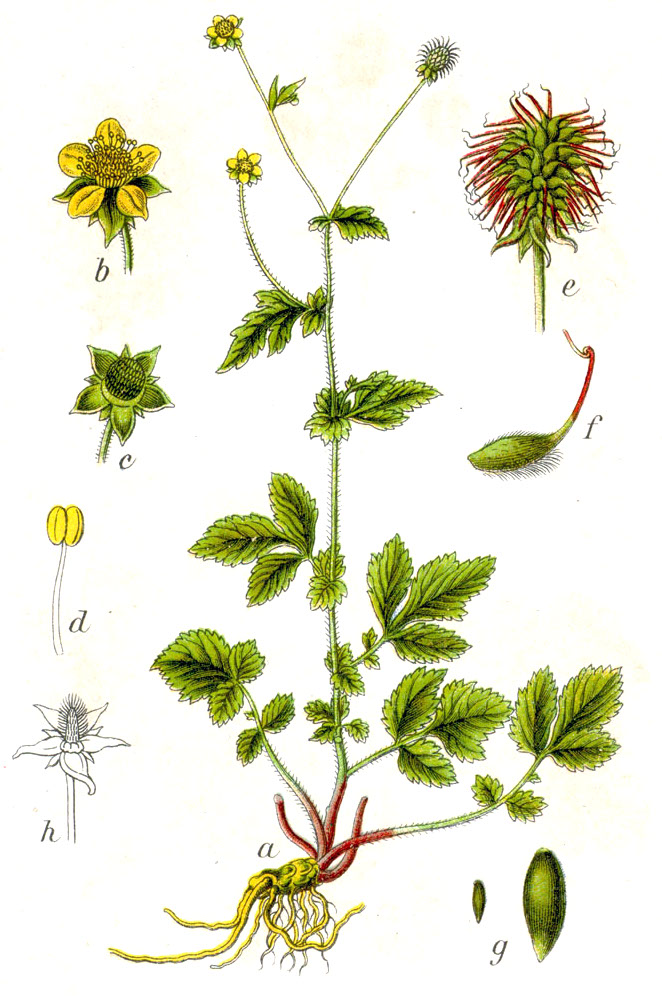

Многолетнее травянистое растение высотой 30—60 см с толстым, косым, чаще всего неразветвлённым корневищем, из которого развивается прикорневая листовая розетка. Стебель прямостоячий, гранёный, мягкоопушённый, слабоветвистый, в верхней части покрыт мягкими белыми волосками.
Прикорневые листья длинночерешковые, прерывистонепарноперистые, с более крупной конечной долей, состоят из трёх — девяти округло яйцевидных, неравномерно зубчатых листочков. Стеблевые листья немногочисленные, короткочерешковые тройчатые, верхние трёхлопастные; листовая пластинка с обеих сторон покрыта немногочисленными волосками и желёзками на ножках.
Цветки 1—1,5 см в диаметре, широко раскрытые, одиночные, на концах стеблей и ветвей. Цветоножки покрыты короткими, редкими и более длинными мягкими, белыми волосками. Чашечка приросла к цветоложу, состоит из пяти внутренних крупных и пяти наружных мелких чашелистиков (подчашия). Чашелистики короче лепестков, горизонтально отстоящие, по отцветании отогнуты книзу; лепестков пять, они жёлтые, торчащие или отклонённые, при основании клиновидные. Тычинки многочисленные. Цветоложе на ножке, не превышающей половины чашечки, сухое, цилиндрическое жёстко-волосистое. Пестиков много; столбики длинные, двучленистые; верхний членик их на верхушке голый и в 3—4 раза короче нижнего, загнут крючком и отпадает, нижний остаётся на плоде.
Плод — сухой многоорешек; плодики с длинным крючковидно загнутым на конце носиком, сидячие, мохнатые. Семена распространяются животными и человеком.
Цветёт с мая по сентябрь (в европейской части России — по июль). Плоды созревают в августе — сентябре.

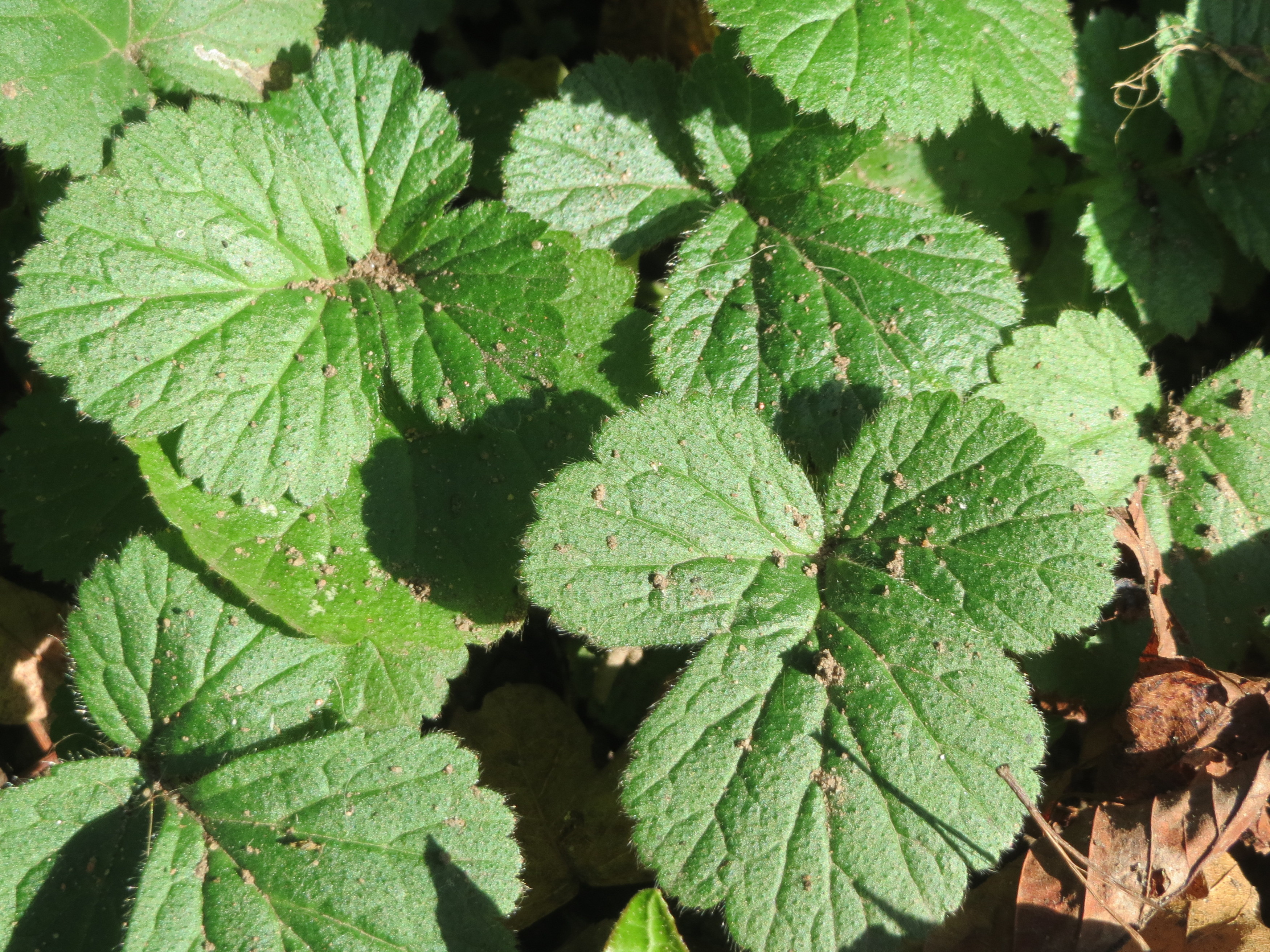
Листья
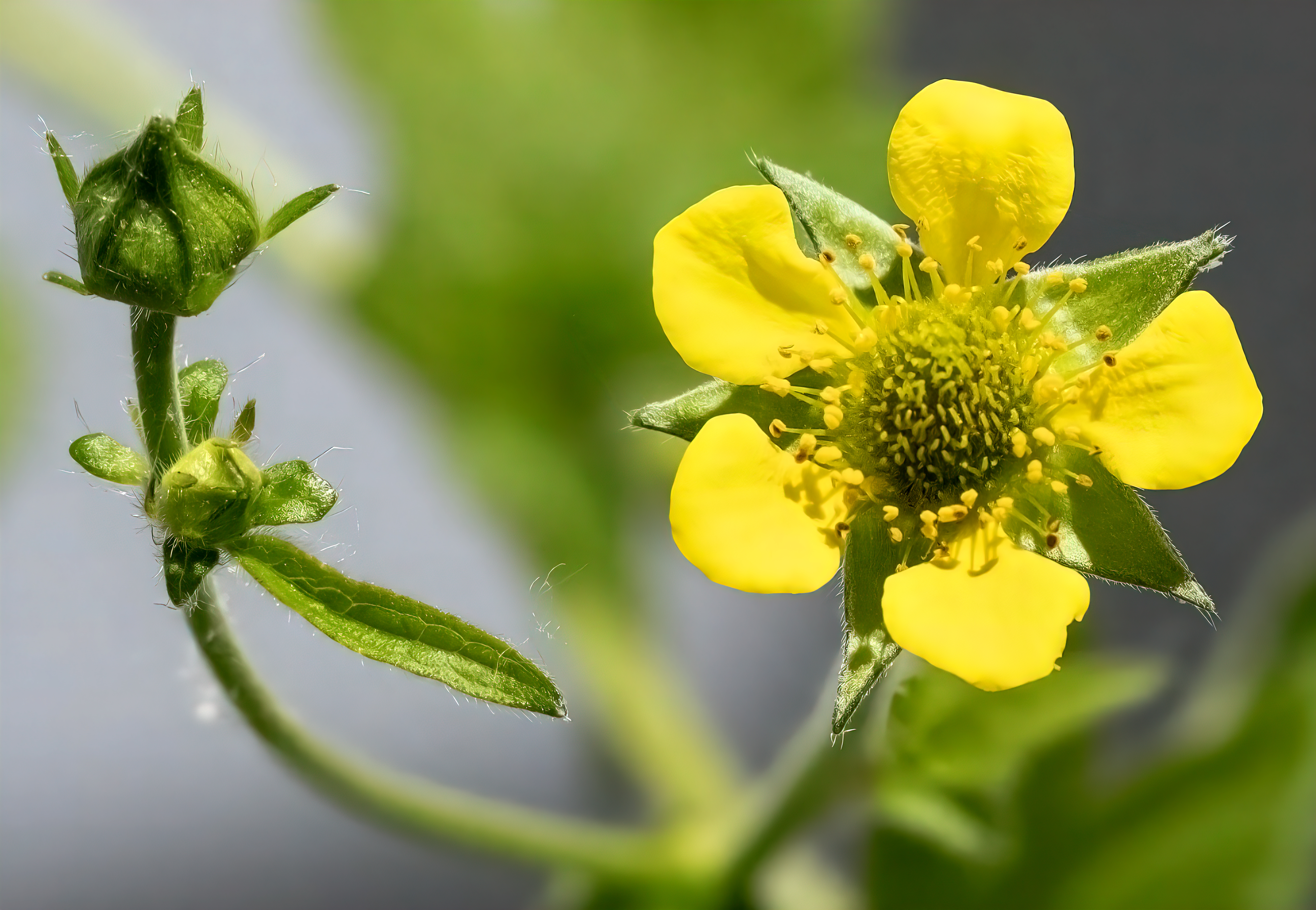
Бутоны и цветок
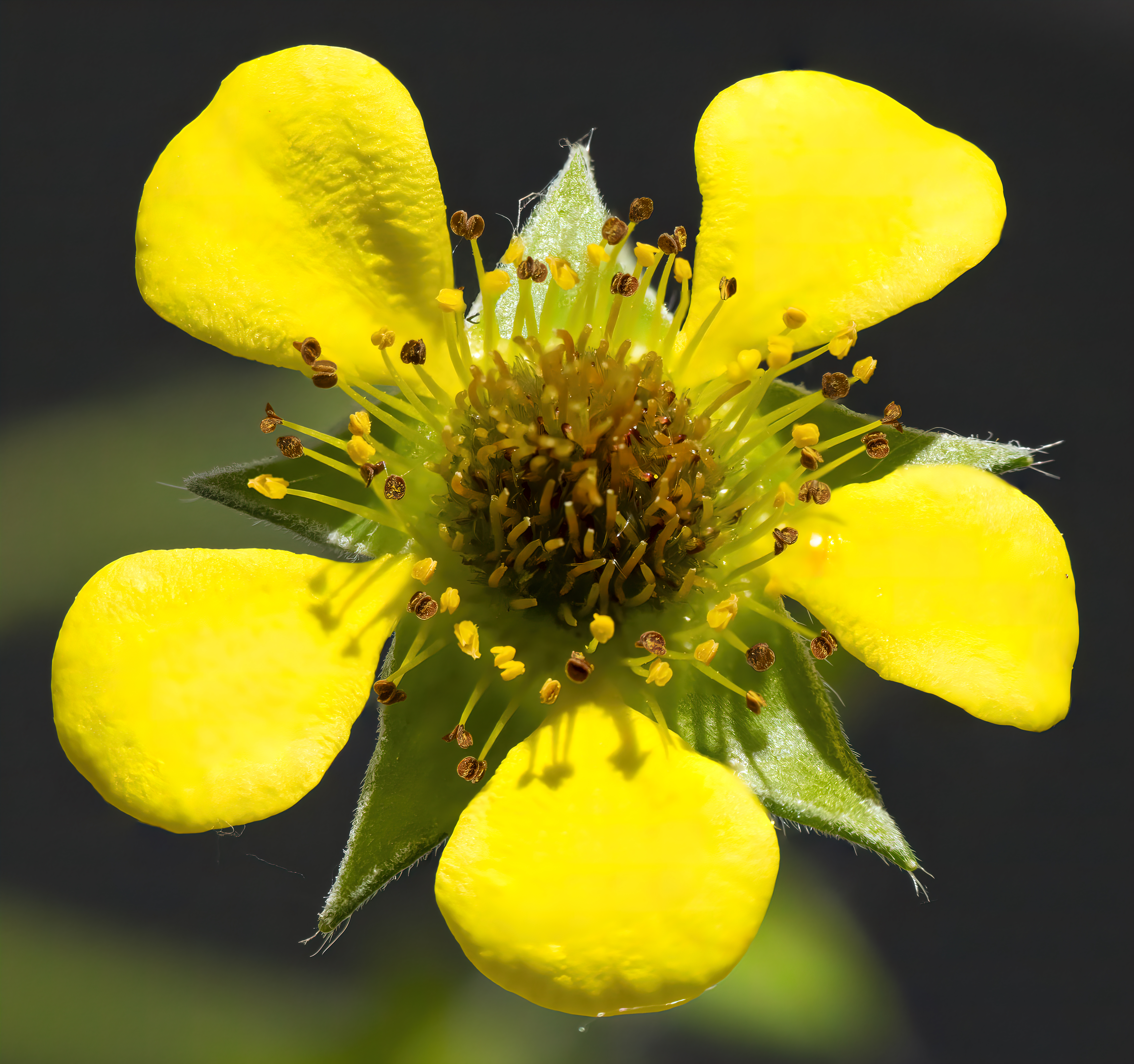
Цветок
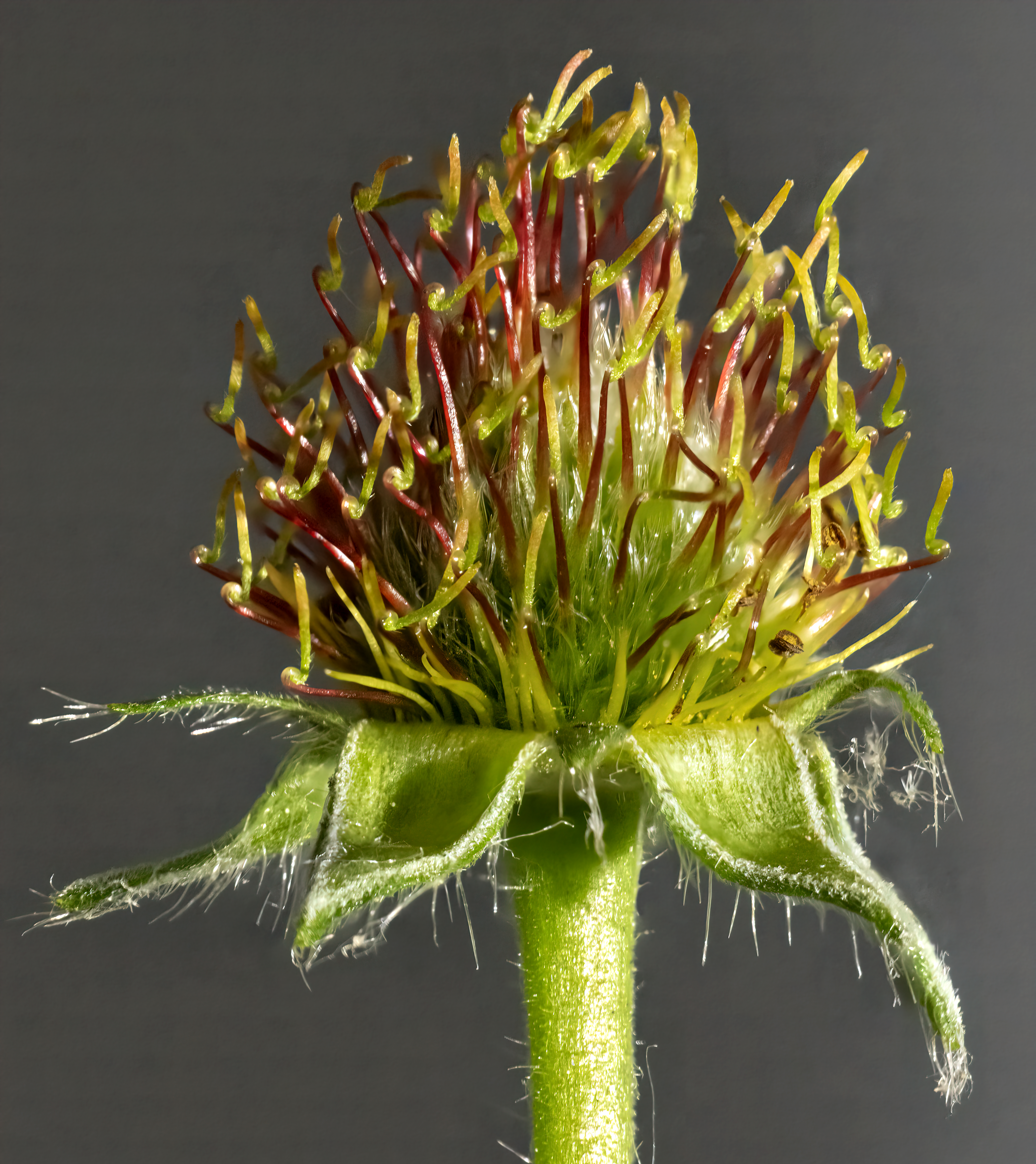
Незрелые плоды

## Распространение и экология
В природе встречается на всей территории Европы, на Кавказе, в северной Африке (Алжир, Марокко, Тунис), в Малой и Средней Азии. Натурализовано повсеместно.
В России встречается в Западной Сибири, Предкавказье, в европейской части. Произрастает в ольшаниках, ельниках, на опушках, обочинах дорог, в садах и парках, на пустырях и других сорных местах.

## Химический состав
В корнях и корневище обнаружены дубильные вещества пирогаллолового ряда (до 40 %), эфирное масло с большим содержанием эвгенола, гликозид геин, крахмал, смолы, горькие вещества. Выход масла из сухого корневища составляет 0,02 % и 0,1—0,2 % после ферментации; оно имеет буро-красный цвет и запах гвоздики, поэтому его называют гвоздичным корнем. В молодых листьях находится свыше 0,1 % аскорбиновой кислоты и более 0,05 % каротина, до 4 % дубильных веществ; в семенах до 20 % жирного масла.
В листьях содержится от 94,5 до 117 мг % аскорбиновой кислоты. Количество аскорбиновой кислоты увеличивается в течение вегетационного периода.

## Значение и применение
На пастбищах поедается овцами, козами, свиньями и лошадьми. Крупным рогатым скотом поедается выборочно.
Корни пригодны для дубления кожи, при этом придают ей своеобразный гвоздичный запах.
Из корней можно получить чёрную и красно-коричневую краски.
Инсектицид.
Медонос.

### В кулинарии
Свежие молодые листья пригодны для приготовления витаминных салатов.
Корневище и корни, обладающие приятным запахом и горьковато-вяжущим вкусом, используют как пряную приправу (под именем гвоздичного корня) к овощным блюдам, в качестве заменителя пряно-ароматических растений, гвоздики и корицы в кондитерской, консервной, ликёро-водочной промышленности и пивоварении.
В Швеции гравилат городской кладут в пиво для предохранения его от окисления и для придания приятного вкуса и запаха. Настой сухих корневищ вместе с апельсиновой коркой придают белому вину вкус вермута.

### В медицине
Препараты из корневищ гравилата городского обладают вяжущим, противовоспалительным, кровоостанавливающим, ранозаживляющим действием. Кроме того, обнаружено его противомалярийное, потогонное и общеукрепляющее действие.
В качестве лекарственного растения гравилат городской употребляли ещё в глубокой древности. О нём упоминает в своих трудах Гиппократ. До недавнего времени растение широко использовали в медицине и даже разводили с этой целью. Корень и корневище под названием «гвоздичный корень» применяли как вяжущее при желудочно-кишечных заболеваниях. В России гравилат городской исключён из набора лекарственных средств. Действие его корня и корневищ как противомалярийного средства экспериментальными данными не подтверждено.
В народной медицине использовали внутрь преимущественно корень, реже — всё цветущее растение как вяжущее, болеутоляющее, при малярии, метеоризме, болезнях печени, жёлчного пузыря и почек, как противокашлевое при бронхите с обильной мокротой, при туберкулёзе и воспалении лёгких, бронхиальной астме, при цинге; наружно — при дерматитах, для ванн и полосканий при воспалении полости рта и горла, при аллергии и рахите у детей, при кровотечении дёсен, суставном и мышечном ревматизме. В народной ветеринарии корни давали коровам при появлении крови в моче.
В лекарственных целях заготавливают корневища и траву; корневища — осенью или весной (до начала цветения), а траву весной, в самом начале цветения. Сырьё сушат в хорошо проветриваемых помещениях или в сушилках при температуре не выше 45 °C.

## Классификация

### Таксономия
- Geum urbanum L., 1753, Sp. Pl. : 501

Вид Гравилат городской включается в род Гравилат (Geum) семейства Розовые (Rosaceae) порядка Розоцветные (Rosales), последовательно входящего в более крупные клады Фабиды → Розиды → Суперрозиды → Эвдикоты → Цветковые растения. Таксономическая схема в соответствии с Системой APG IV по состоянию на июнь 2024 года:
|  |                          |  |                                   |                                   |                   |  | еще 8 семейств | еще 8 семейств |                        |  |  |  | еще 68 подтвержденных видов и 127 видов, ожидающих подтверждения |
|  |                          |  |                                   |                                   |                   |  | еще 8 семейств | еще 8 семейств |                        |  |  |  | еще 68 подтвержденных видов и 127 видов, ожидающих подтверждения |
|  |                          |  |                                   | порядок Розоцветные               |                   |  |                |                | род Гравилат           |  |  |  |                                                                  |
|  |                          |  |                                   | порядок Розоцветные               |                   |  |                |                | род Гравилат           |  |  |  |                                                                  |
|  | клада Цветковые растения |  |                                   |                                   | семейство Розовые |  |                |                | вид Гравилат городской |  |  |  |                                                                  |
|  | клада Цветковые растения |  |                                   |                                   | семейство Розовые |  |                |                |                        |  |  |  |                                                                  |
|  |                          |  | ещё 63 порядка цветковых растений | ещё 63 порядка цветковых растений |                   |  |                | еще 116 родов  | еще 116 родов          |  |  |  |                                                                  |
|  |                          |  |                                   | ещё 63 порядка цветковых растений |                   |  |                |                | еще 116 родов          |  |  |  |                                                                  |

### Синонимы
- Bernoullia media Raf.
- Caryophyllata officinalis Scop.
- Caryophyllata officinalis Moench
- Caryophyllata urbana (L.) Scop.
- Caryophyllata vulgaris Lam.
- Geum ambiguum Schur
- Geum caryophyllata Gilib.
- Geum caucasicum C.A.Mey.
- Geum hederifolium C.C.Gmel.
- Geum hirtum Wahlb.
- Geum hyrcanum C.A.Mey.
- Geum ibericum Besser ex Boiss.
- Geum ibericum Besser ex Scheutz
- Geum intermedium var. rubifolium (Lej.) Fisch. & Trautv.
- Geum klattianum Peterm.
- Geum klettianum Peterm.
- Geum klettianum var. semperflorens Pers.
- Geum pseudomolle Pant.
- Geum rivale subsp. urbanum (L.) Á.Löve & D.Löve
- Geum robustum Schur
- Geum roylei Wall. ex F.Bolle
- Geum rubifolium Lej.
- Geum salvatoris Sennen ex Bolle
- Geum sordidum Salisb.
- Geum umbrosum Dumort.
- Geum urbanum f. glandulosum Murb.
- Geum urbanum f. mauritanicum (Pomel) Batt.
- Geum urbanum f. typicum Buia
- Geum urbanum subvar. australe (Guss.) Asch. & Graebn.
- Geum urbanum subvar. grandifolium (Schur) Asch. & Graebn.
- Geum urbanum subvar. hirtum (Wahlb.) Asch. & Graebn.
- Geum urbanum subvar. opulifolium (Ser.) Asch. & Graebn.
- Geum urbanum subvar. orientale (Fenzl ex Scheutz) Asch. & Graebn.
- Geum urbanum subvar. robustum (Schur) Asch. & Graebn.
- Geum urbanum subvar. simplicifolium (C.A.Mey.) Asch. & Graebn.
- Geum urbanum unr. hirtum (Wahlb.) Hartm.
- Geum urbanum var. australe Guss.
- Geum urbanum var. grandifolium Schur
- Geum urbanum var. hirsutum Wahlenb.
- Geum urbanum var. hirtum (Wahlb.) Hartm.
- Geum urbanum var. majus Gray
- Geum urbanum var. mauritanicum Pomel
- Geum urbanum var. opulifolium Ser.
- Geum urbanum var. orientale Fenzl ex Scheutz
- Geum urbanum var. platylobum Rouy & E.G.Camus
- Geum urbanum var. platyolobum Rouy & E.G.Camus
- Geum urbanum var. rubifolium (Lej.) Mérat
- Geum urbanum var. simplicifolium C.A.Mey.
- Geum urbanum var. stenolobum Rouy & E.G.Camus
- Geum urbanum var. strictum Hook.f.
- Geum urbanum var. umbrosum Lej.
- Geum vicanum Schur
- Geum vidalii Sennen
- Streptilon odoratum Raf.